# NGC 4944
NGC 4944 (również PGC 45133 lub UGC 8167) – galaktyka spiralna (S0-a), znajdująca się w gwiazdozbiorze Warkocza Bereniki. Odkrył ją William Herschel 11 kwietnia 1785 roku.
W galaktyce tej zaobserwowano supernową SN 1973F.